# Maria Gonzaga
Maria Gonzaga (Mantova, 29 luglio 1609 – Porto Mantovano, 14 agosto 1660) detta Madama Madre, era la figlia primogenita del duca di Mantova Francesco IV e di Margherita di Savoia. Fu duchessa reggente del Ducato di Mantova e del Monferrato per dieci anni, ultima discendente diretta del ramo primogenito dei Gonzaga, e (possibile) erede al titolo ducale del Monferrato dopo la morte del padre Francesco, titolo che poi venne preso dallo zio (allora cardinale) Ferdinando Gonzaga, scatenando così la Prima Guerra di Successione del Monferrato.

## Biografia
Dopo la prima guerra del Monferrato (1613), Maria fu mandata dallo zio Ferdinando Gonzaga nel monastero di Sant'Orsola a Mantova.
Assunse la reggenza del ducato nel 1637, dopo la morte del suocero Carlo I Gonzaga-Nevers, durante il periodo di minore età del figlio Carlo II, erede designato al governo di Mantova.
Maria, moglie di Carlo di Rethel (figlio di Carlo I), morto precocemente nel 1631, fu forse l'ultimo grande personaggio della dinastia dei Gonzaga; lavorò duramente per risollevare il ducato, che dopo il brutale saccheggio operato dall'esercito imperiale nel 1630, era ridotto allo stremo delle forze. Ella si staccò dalla linea filofrancese del suocero, che aveva causato tanti disastri nel mantovano; pur mantenendo rapporti cordiali anche con la Francia, riuscì a legarsi con l'impero e con la Spagna, anche grazie all'aiuto della zia, l'imperatrice vedova Eleonora.
L'11 novembre del 1640 Maria Gonzaga dispose l'arresto del senatore Gianfrancesco Paraleoni e del marchese Giulio Gonzaga del Senato di Giustizia, che complottavano con la Francia. In seguito, le forze imperiali saccheggiarono Mantova.
La sua azione di avvicinamento all'impero fu definitivamente sancita dalle alleanze matrimoniali che riuscì a stipulare, sposando nel 1649 il figlio Carlo II a Isabella Clara d'Austria, figlia dell'arciduca Leopoldo e nipote dell'imperatore Ferdinando II, nonché, mossa ancor più importante, nel 1651 la figlia Eleonora all'imperatore Ferdinando III.
Maria fu molto attiva anche in politica interna, osteggiando e sostituendo tutti i funzionari di tendenza francofile; furono inoltre avviate molte riforme volte a rendere ordine nel disastrato stato mantovano, nonché a favorire l'immigrazione.
L'unica opera in cui Maria fallì fu l'educazione del figlio, frivolo e scialacquatore. Questi nel 1647, al compimento del diciottesimo anno di età, prese le redini del governo mettendo con poca gratitudine in disparte la madre, e interrompendone il proficuo lavoro.
Maria si ritirò così nella sua splendida villa della Favorita di Porto Mantovano, dove morì il 14 agosto 1660. Fu sepolta nel santuario di Santa Maria delle Grazie a Curtatone.
Dopo aver vissuto da bambina nei fasti della corte di Vincenzo I Gonzaga, da giovane sposa nel terrore e nelle privazioni dell'esilio e del successivo, penoso, ritorno a Mantova, da madre nella ricostruzione dello stato martoriato dalla guerra, Maria, donna lucida e di grande intelligenza, si spegneva conscia che tutti gli sforzi che aveva destinato alla rinascita delle sue terre erano destinati al fallimento, e che la dinastia dei Gonzaga si stava avviando a sparire definitivamente dal panorama politico internazionale.

## Discendenza
Maria e Carlo ebbero due figli:
- Carlo (Mantova, 31 ottobre 1629 – Mantova, 14 agosto 1665), che succederà al nonno come Duca di Mantova e Monferrato;
- Eleonora (Mantova, 18 novembre 1630-Vienna, 6 dicembre 1686), moglie dell'imperatore Ferdinando III d'Asburgo.

## Ascendenza
|                            |                              |                        | Genitori               |  |  | Nonni |  |  | Bisnonni          |  |  | Trisnonni           |  |
|                            |                              |                        |                        |  |  |       |  |  | Guglielmo Gonzaga |  |  | Federico II Gonzaga |  |
|                            |                              |                        |                        |  |  |       |  |  | Guglielmo Gonzaga |  |  | Federico II Gonzaga |  |
|                            |                              | Margherita Paleologa   |                        |  |  |       |  |  | Guglielmo Gonzaga |  |  |                     |  |
| Vincenzo I Gonzaga         |                              |                        |                        |  |  |       |  |  | Guglielmo Gonzaga |  |  |                     |  |
|                            |                              | Eleonora d'Austria     | Ferdinando I d'Asburgo |  |  |       |  |  |                   |  |  |                     |  |
|                            |                              | Eleonora d'Austria     | Ferdinando I d'Asburgo |  |  |       |  |  |                   |  |  |                     |  |
|                            |                              | Eleonora d'Austria     | Anna Jagellone         |  |  |       |  |  |                   |  |  |                     |  |
| Francesco IV Gonzaga       |                              | Eleonora d'Austria     |                        |  |  |       |  |  |                   |  |  |                     |  |
|                            |                              | Francesco I de' Medici | Cosimo I de' Medici    |  |  |       |  |  |                   |  |  |                     |  |
|                            |                              | Francesco I de' Medici | Cosimo I de' Medici    |  |  |       |  |  |                   |  |  |                     |  |
|                            |                              | Francesco I de' Medici | Eleonora di Toledo     |  |  |       |  |  |                   |  |  |                     |  |
| Eleonora de' Medici        |                              | Francesco I de' Medici |                        |  |  |       |  |  |                   |  |  |                     |  |
|                            |                              | Giovanna d'Austria     | Ferdinando I d'Asburgo |  |  |       |  |  |                   |  |  |                     |  |
|                            |                              | Giovanna d'Austria     | Ferdinando I d'Asburgo |  |  |       |  |  |                   |  |  |                     |  |
|                            |                              | Giovanna d'Austria     | Anna Jagellone         |  |  |       |  |  |                   |  |  |                     |  |
| Maria Gonzaga              |                              | Giovanna d'Austria     |                        |  |  |       |  |  |                   |  |  |                     |  |
|                            | Emanuele Filiberto di Savoia | Carlo II di Savoia     |                        |  |  |       |  |  |                   |  |  |                     |  |
|                            | Emanuele Filiberto di Savoia | Carlo II di Savoia     |                        |  |  |       |  |  |                   |  |  |                     |  |
|                            | Emanuele Filiberto di Savoia | Beatrice d'Aviz        |                        |  |  |       |  |  |                   |  |  |                     |  |
| Carlo Emanuele I di Savoia | Emanuele Filiberto di Savoia |                        |                        |  |  |       |  |  |                   |  |  |                     |  |
|                            |                              | Margherita di Valois   | Francesco I di Francia |  |  |       |  |  |                   |  |  |                     |  |
|                            |                              | Margherita di Valois   | Francesco I di Francia |  |  |       |  |  |                   |  |  |                     |  |
|                            |                              | Margherita di Valois   | Claudia di Francia     |  |  |       |  |  |                   |  |  |                     |  |
| Margherita di Savoia       |                              | Margherita di Valois   |                        |  |  |       |  |  |                   |  |  |                     |  |
|                            |                              | Filippo II di Spagna   | Carlo V d'Asburgo      |  |  |       |  |  |                   |  |  |                     |  |
|                            |                              | Filippo II di Spagna   | Carlo V d'Asburgo      |  |  |       |  |  |                   |  |  |                     |  |
|                            |                              | Filippo II di Spagna   | Isabella d'Aviz        |  |  |       |  |  |                   |  |  |                     |  |
| Caterina Michela d'Asburgo |                              | Filippo II di Spagna   |                        |  |  |       |  |  |                   |  |  |                     |  |
|                            |                              | Elisabetta di Valois   | Enrico II di Francia   |  |  |       |  |  |                   |  |  |                     |  |
|                            |                              | Elisabetta di Valois   | Enrico II di Francia   |  |  |       |  |  |                   |  |  |                     |  |
|                            |                              | Elisabetta di Valois   | Caterina de' Medici    |  |  |       |  |  |                   |  |  |                     |  |
|                            |                              | Elisabetta di Valois   |                        |  |  |       |  |  |                   |  |  |                     |  |